# Claude Dagens
Claude Jean Pierre Dagens (ur. 20 maja 1940 w Caudéran) – francuski duchowny katolicki, biskup Angoulême w latach 1993-2015.

## Życiorys
Święcenia kapłańskie otrzymał 4 października 1970.

## Episkopat
3 lipca 1987 papież Jan Paweł II mianował go biskupem pomocniczym archidiecezji Poitiers, ze stolicą tytularną Vulturaria. Sakry biskupiej udzielił mu 20 września 1987 ówczesny arcybiskup Bordeaux – Marius Maziers.
15 czerwca 1993 został biskupem koadiutorem diecezji Angoulême. Pełnię rządów w diecezji objął 22 grudnia 1993 po przejściu na emeryturę poprzednika.
Od 2008 jest członkiem Akademii Francuskiej, w której zajmuje fotel nr 1.